# کلودیا فانیلو
کلودیا فانیلو (به انگلیسی: Claudia Faniello) (زاده ۲۵ فوریه ۱۹۸۸) خواننده مالتی است.
او در مسابقه آواز یوروویژن ۲۰۱۷ نماینده مالت بود .